# Rainbow Walker
Rainbow Walker è un videogioco pubblicato nel 1983 per Atari 8-bit e Commodore 64 dall'editrice statunitense Synapse Software. La Kotobuki-Raison pubblicò una conversione per il computer giapponese PC-88. Il concetto generale del gioco è simile a quello di Q*bert e si basa sulla colorazione di caselle passandoci sopra, mentre il particolare formato dell'area di gioco lo può far ritenere un progenitore di vari titoli come Trailblazer ed Eliminator. Una conversione non ufficiale per Atari 5200 venne realizzata a livello amatoriale nel 2016.

## Modalità di gioco
Il giocatore controlla una creaturina di nome Cedrick che si sposta sopra un arcobaleno orizzontale, inizialmente grigio, con l'obiettivo di colorarlo completamente passandoci sopra. L'arcobaleno è mostrato in prospettiva tridimensionale, si incurva e si allontana verso l'orizzonte, e scorre avanti e indietro seguendo i movimenti verticali di Cedrick. È formato da caselle quadrate, disposte su 16 righe e 8 colonne, ed è complessivamente circolare (andando molto in su o in giù si torna alla riga di partenza). Ci sono anche molte caselle mancanti, che formano buchi o strettoie. Cedrick si muove balzando da una casella a un'altra adiacente, anche in diagonale; tenendo premuto il pulsante di fuoco può fare anche salti di due caselle. Ogni casella su cui passa viene colorata. Se si cade fuori dall'arcobaleno si perde una vita.
I nemici, con l'aspetto di diavoletti o altre creature, si aggirano sull'arcobaleno e, oltre a essere letali per Cedrick quando lo toccano, rendono di nuovo grigie tutte le caselle dove passano. Tuttavia, se Cedrick riesce a colorare per intero una colonna, questa rimane colorata in modo permanente. Un modo per eliminare un nemico è far scorrere l'arcobaleno con i movimenti verticali quando il nemico si trova vicino a un buco, in tal modo è possibile che si sbilanci e precipiti. Un tipo particolare di avversario è un uccello che può piombare dal cielo, afferrare Cedrick e scaricarlo in un altro punto, rendendo di nuovo grigio tutto l'arcobaleno. Possono inoltre passare volando una stella cadente che trascina via Cedrick per diverse caselle longitudinalmente, oppure fulmini e trombe d'aria che lo trascinano lateralmente; nel secondo caso lo si può far rilasciare premendo il pulsante.
Alcune caselle a scacchi, quando ci si salta sopra, hanno l'effetto di immobilizzare temporaneamente gli avversari e quindi di eliminarli andandogli addosso. L'effetto termina subito se si fa scorrere l'arcobaleno. Le caselle a scacchi tuttavia cedono e diventano letali se Cedrick ci si ferma sopra a lungo.
Ci sono in tutto 20 livelli con arcobaleni di conformazione variabile. Dopo ogni livello c'è una sequenza bonus, dove Cedrick deve balzare senza cadere tra caselle isolate che compaiono e scompaiono rapidamente.